# Манко-Мару
Манко-Мару (Manko Maru) — транспортне судно, яке під час Другої світової війни брало участь у операціях японських збройних сил в архіпелазі Бісмарка.

## Передвоєнна історія
Манко-Мару спорудили як судно-рефрижератор в 1923 році на верфі компанії Yokohama Dock на замовлення компанії Kuzuhara Inohira.
У 1926 році судно спершу перейшло до Yokohama Senkyo, але вже невдовзі власником стала компанія Nichiro Gyogyo. З весни 1928-го воно почало провадити риболовні кампанії в Охотському морі поблизу Сахаліну, Хоккайдо та Камчатки.
Весною та літом 1937-му його фрахтувала компанія Taiheiyo Gyogyo, котра отримала ліцензію на вилов риби у Беринговому морі. Те саме відбувалось у 1938, 1940 та 1941 роках.
12 грудня 1941-го судно реквізували для потреб Імперської армії Японії, проте вже 31 липня 1942-го судно повернули власникам.

## Рейси з Японії до архіпелагу Бісмарка
5 листопада 1942-го Манко-Мару повторно реквізували, на цей раз для Імперського флоту Японії. 25 листопада судно вийшло з Йокосуки та 4 грудня прибуло на атол Трук на сході Каролінських островів (ще до війни тут була створена потужна база ВМФ, з якої до лютого 1944-го провадились операції у цілому ряді архіпелагів). 14—19 грудня разом зі ще трьома транспортами пройшло до Рабаулу — головної передової бази японців у архіпелазі Бісмарка, з якої провадились операції на Соломонових островах та сході Нової Гвінеї. 6 січня 1943-го Манко-Мару полишило Рабаул, 12—16 січня відвідало острів Понапе (Каролінські острови на схід від Трука) та 27 січня повернулось до Йокосуки.
17 лютого 1943-го Манко-Мару знову вирушило з Йокосуки на Трук, якого досягло 4 березня. Того ж дня воно вирушило у складі конвою до Рабаулу і 8 березня досягло пункту призначення. 12—13 березня судно перейшло до Кавієнгу — другої за значенням японської бази в архіпелазі Бісмарка, розташованої на північному завершенні острова Нова Ірландія. 14 березня Манко-Мару вийшло з Кавієнгу та вирушило на Трук, звідки у складі конвою перейшло на Сайпан (Маріанські острови), а 2 квітня прибуло до Йокосуки.
26 квітня 1943-го у тій же Йокосуці почався третій рейс Манко-Мару. З 4 по 11 травня судно перебувало на Маріанських островах (Сайпан та Гуам), а 14 травня прибуло на Трук. Далі на південь воно рушило 24 травня у складі конвою № 1242 і через п'ять діб прибуло до Рабаулу. 8—12 червня Манко-Мару разом з конвоєм № 2082 повернулось на Трук, а 19 червня вирушило далі у складі конвою № 4619, пройшло через Сайпан і 30 червня досягло Йокосуки.
З 5 липня по 5 серпня судно проходило ремонт, а 21 серпня 1943-го воно покинуло Йокосуку разом з конвоєм № 3821B. З 29 серпня по 1 вересня Манко-Мару перебувало на Сайпані, а 4 вересня досягнуло Труку. 14—19 вересня у складі конвою № 1143 Манко-Мару пройшло в Рабаул.

## Рейс Рабаул— Давао— Рабаул
7 жовтня 1943-го Манко-Мару вийшло в рейс, проте цього разу попрямувало не до Японії, а до філіппінського острова Мінданао. На цьому переході в районі за п'ять сотень кілометрів на північний захід від острова Муссау (найпівнічніший в архіпелазі Бісмарка) невдовзі після опівночі 10 жовтня підводний човен Guardfish випустив по судну чотири торпеди, проте жодного разу не поцілив. 15 жовтня Манко-Мару прибуло в Давао, а 23—31 жовтня здійснило звідси зворотний рейс до Рабаула.

## Загибель судна
2 листопада 1943-го на Рабаул здійснили потужний наліт американські бомбардувальники B-25 «Мітчелл», які діяли під прикриттям винищувачів P-38 «Лайтнінг». Під час цього удару Манко-Мару було потоплене (тоді ж загинуло судно Сінко-Мару та зазнав пошкоджень цілий ряд бойових кораблів, включаючи два важкі крейсери).